# Ferrocarril de Antofagasta a Bolivia
Ferrocarril de Antofagasta a Bolivia ou FCAB est une société de transport ferroviaire chilienne desservant les mines du nord du Chili.

## Description
La FCAB gère un réseau de voies ferrées de 700 kilomètres de long à écartement métrique.
Ces lignes relient des mines – principalement des mines de cuivre – aux ports d'Antofagasta et de Mejillones sur la côte de l'océan Pacifique. La compagnie transporte plus de 6 millions de fret par an dont la moitié est constituée par de l'acide sulfurique et l'autre moitié par du cuivre sous forme d'anodes et de cathodes ou de minerais concentré. FCAB est une filiale à 100 % de la société minière Antofagasta PLC, qui exploite les gisements miniers desservis ainsi qu'un centre de traitement du minerai. FCAB emploie 1 300 personnes.
Le transport se fait dans des convois de fret lourd tractés par des attelages multiples de locomotives Diesel. La société dispose de 76 locomotives et de plus de 1 000 wagons. Elle gère également 650 km de canalisations amenant l'eau depuis les Andes sur les différents sites (et sur Antofagasta qu'elle approvisionne aussi en eau) ainsi qu'une flotte de 65 camions. La tête du réseau se trouve à Antofagasta.

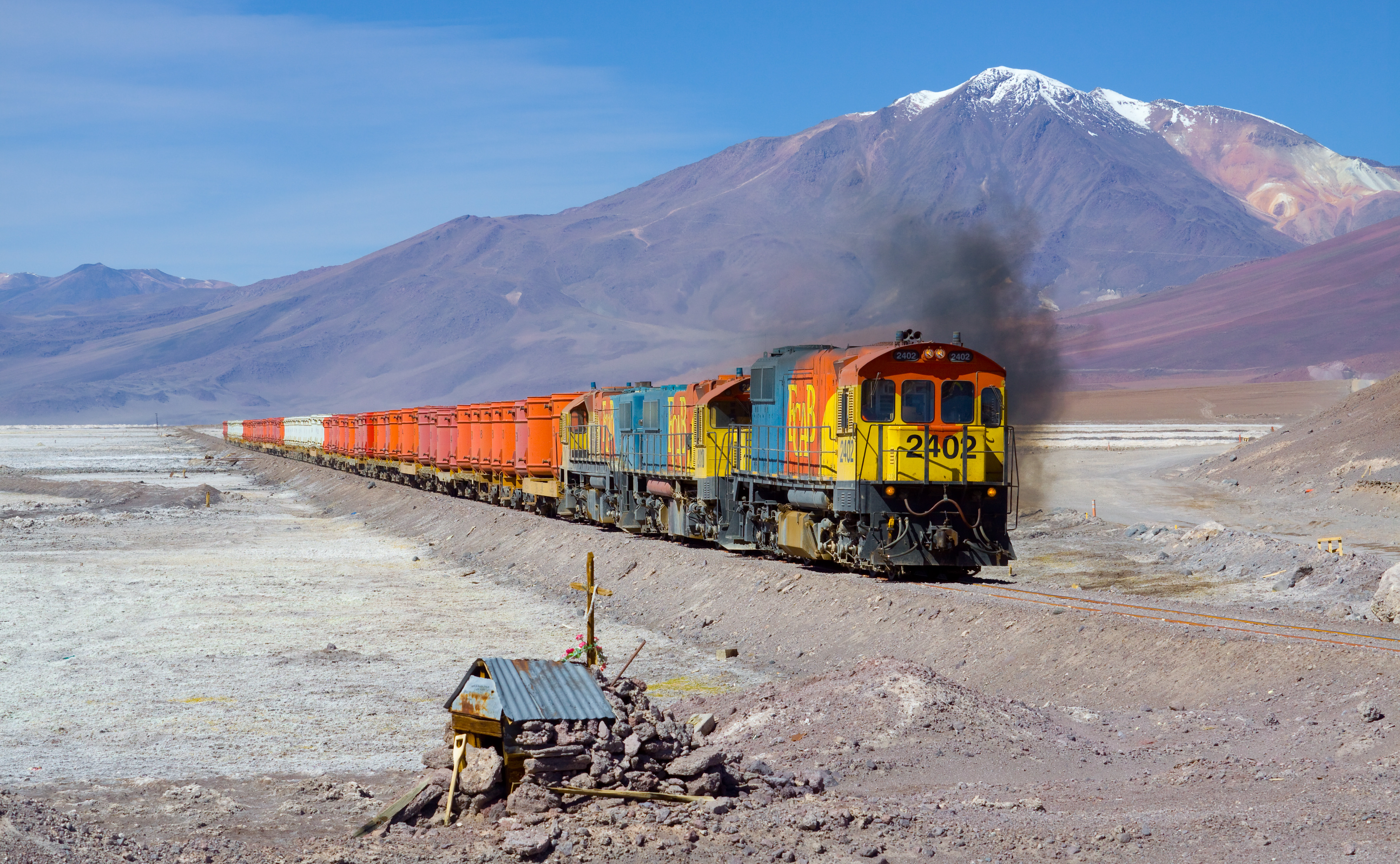
Un train du FCAB tracté par trois locomotives diesel EMD traverse le désert salé d'Acostan (en) (en espagnol salar de Ascotan) sur la ligne Ollagüe – Calama. En arrière-plan le stratovolcan "Cerro del Azufre" qui culmine à 5846 mètres.
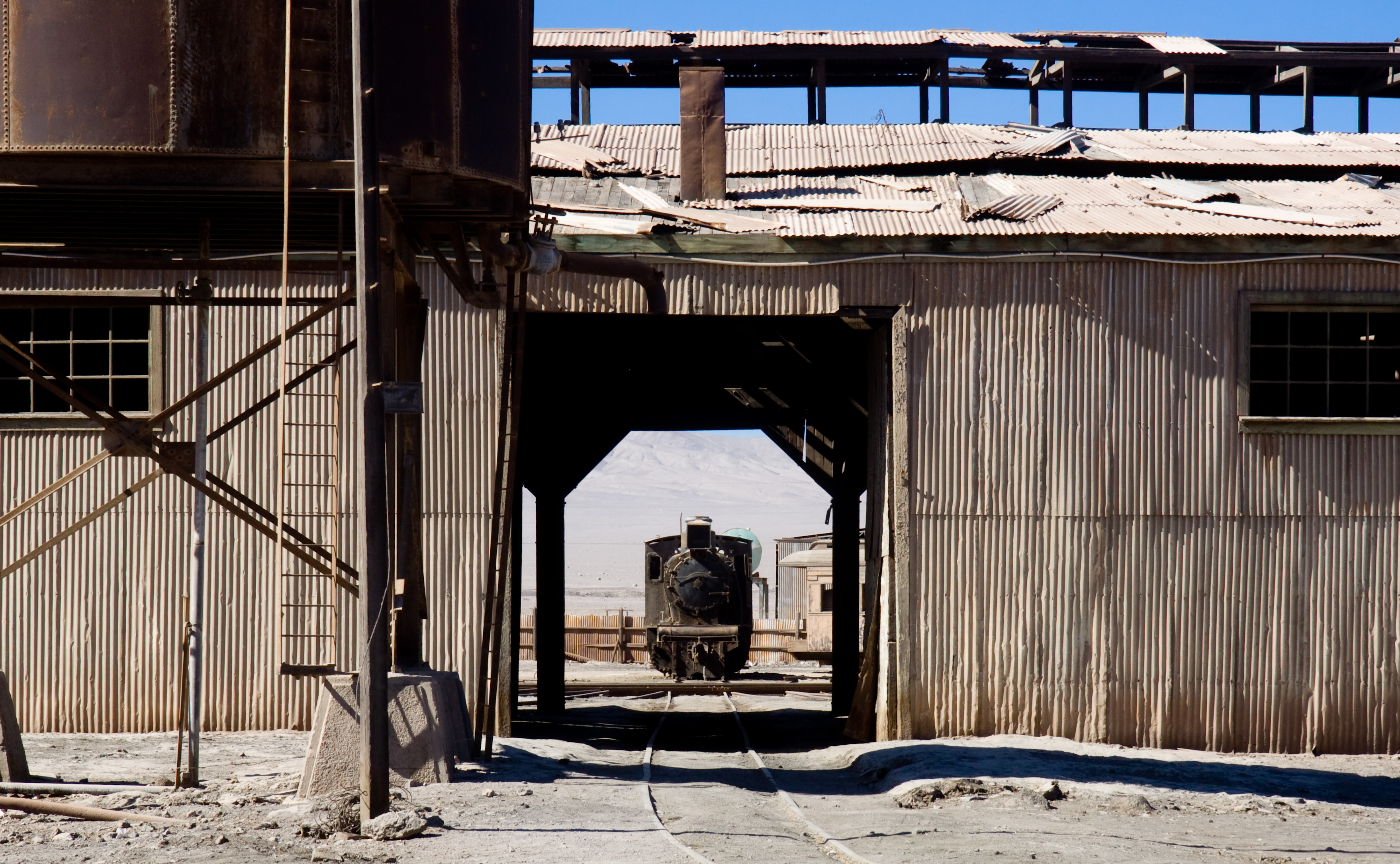
Une locomotive du FCAB sur une plaque tournante dans la gare de Baquedano (es).
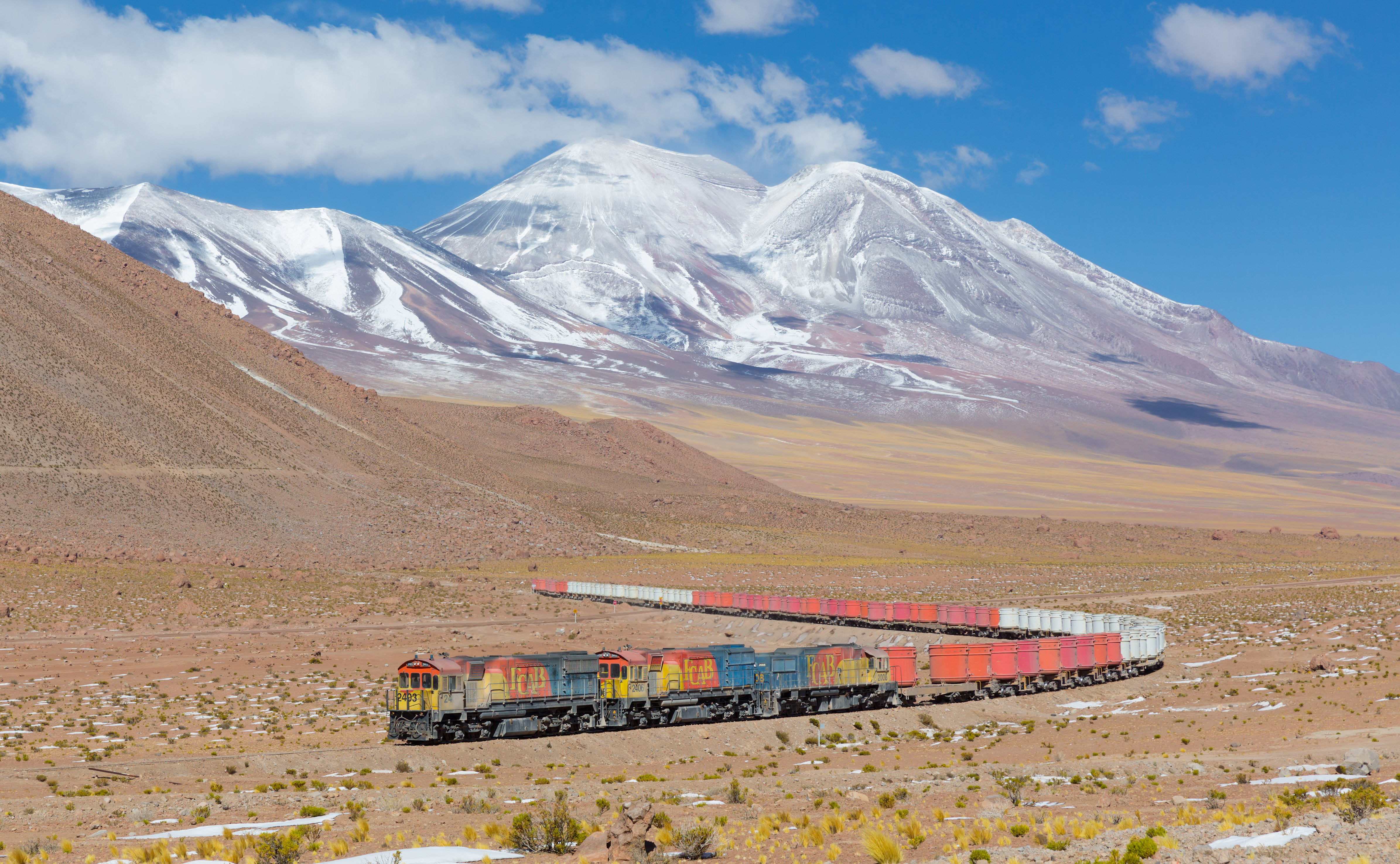
Un train entre San Pedro et Ascotan[n 1], Chili. En arrière plan, le volcan San Pedro (Antofagasta).
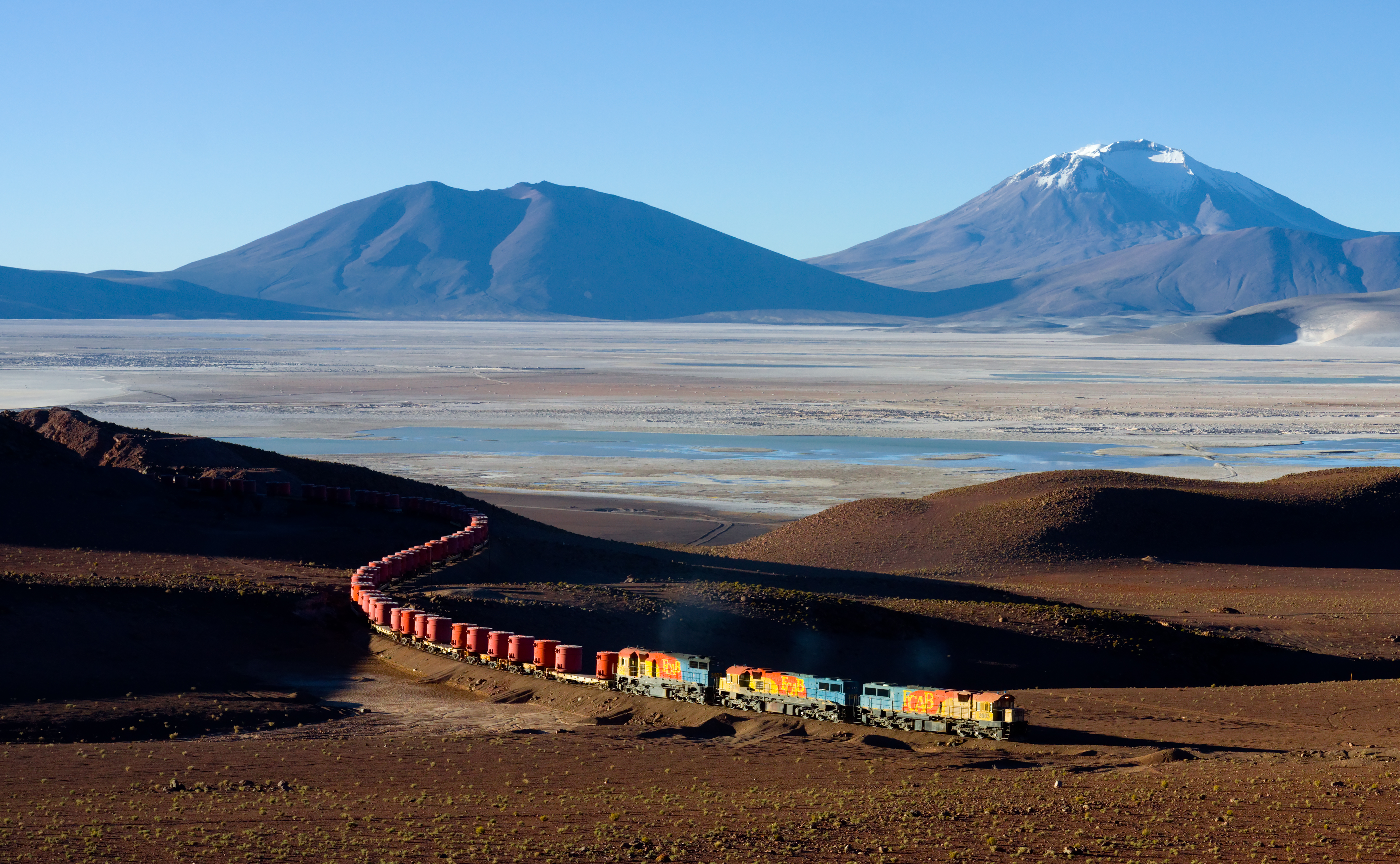
Un autre train FCAB vers la passe d'Ascotan, transportant le minerai de plomb de la mine de San Cristóbal au port d'Antofagasta. Avril 2012.
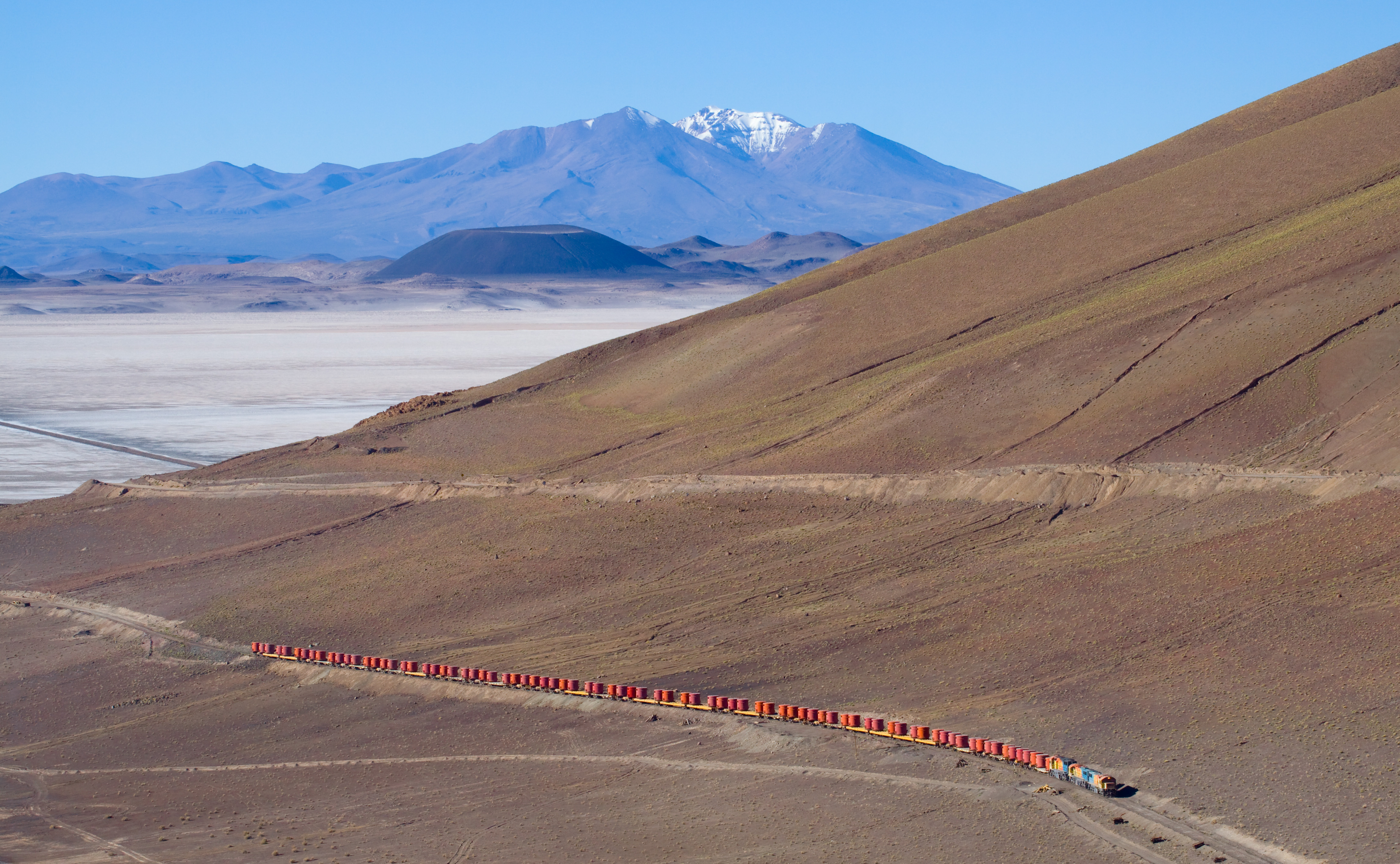
Un train FCAB transportant de l'or entre le désert salé de Carcote (en) et le désert salé d'Acostan (en). Avril 2012.
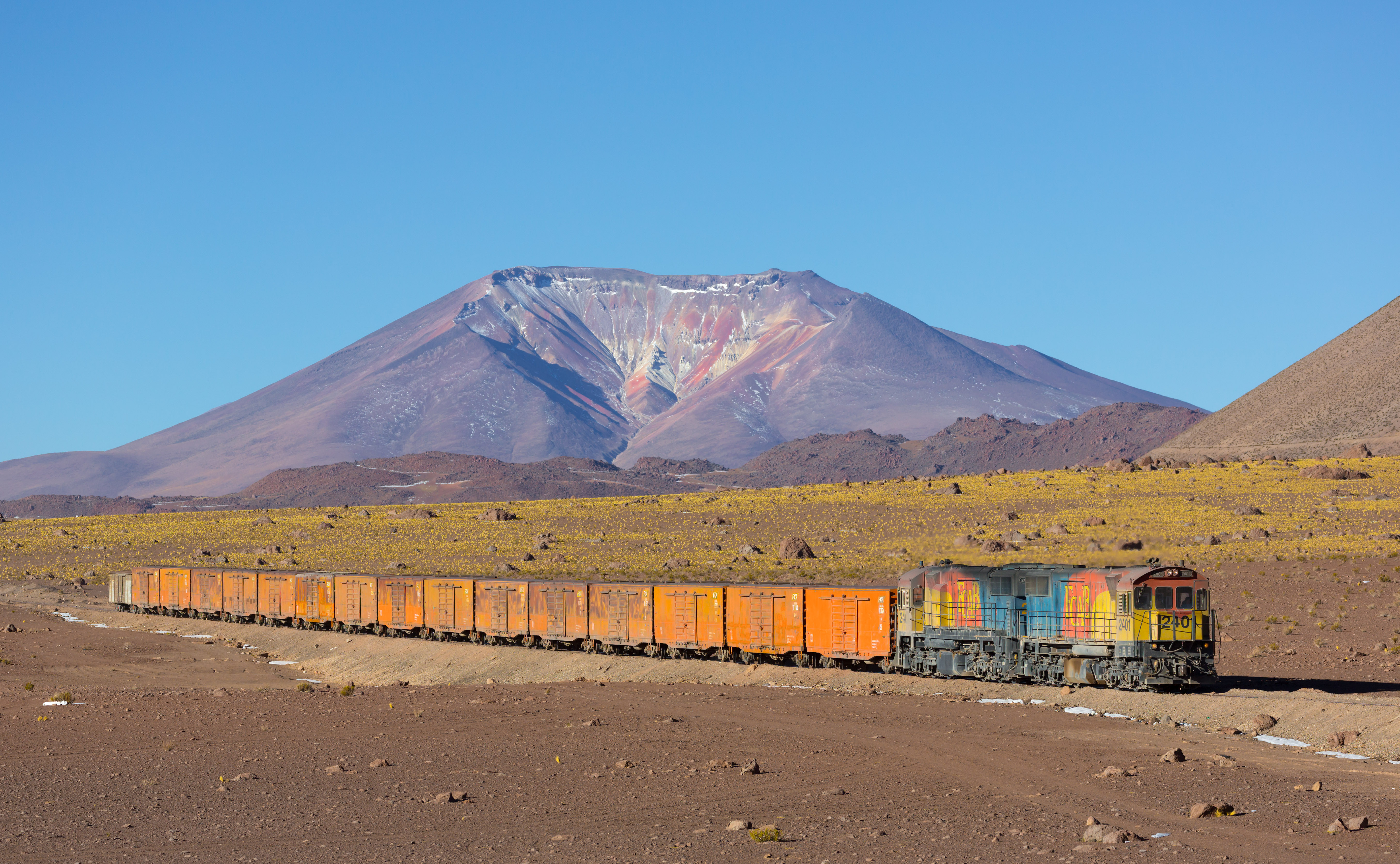
Un train, probablement chargé de minerai d'argent, de la mine de San Cristóbal au port d'Antofagasta. À l'arrière-plan, le volcan Ascotan (en). Juillet 2013.
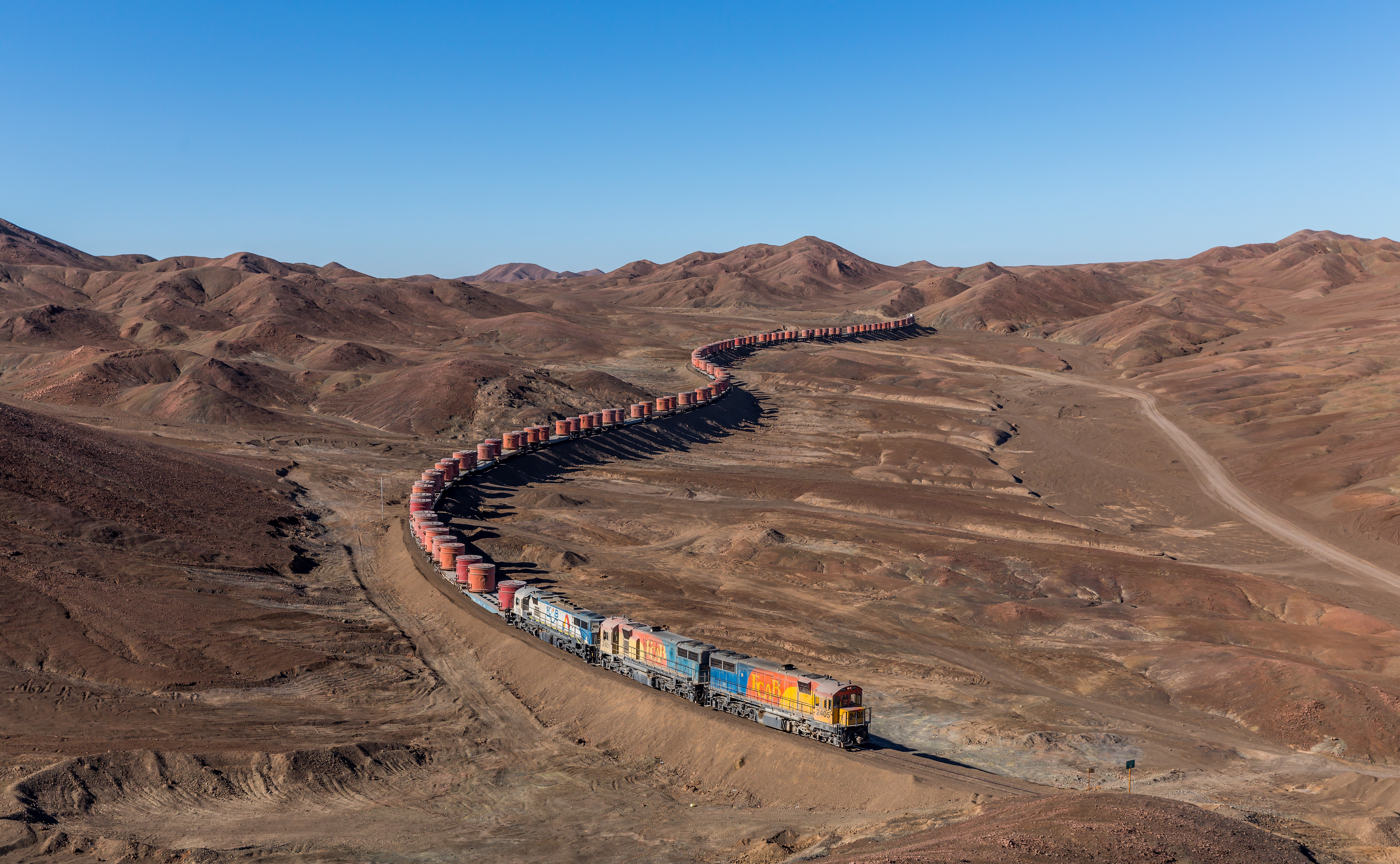
Train chargé de minerai d'or circulant d'une mine de San Cristóbal vers Mejillones. Juillet 2019.
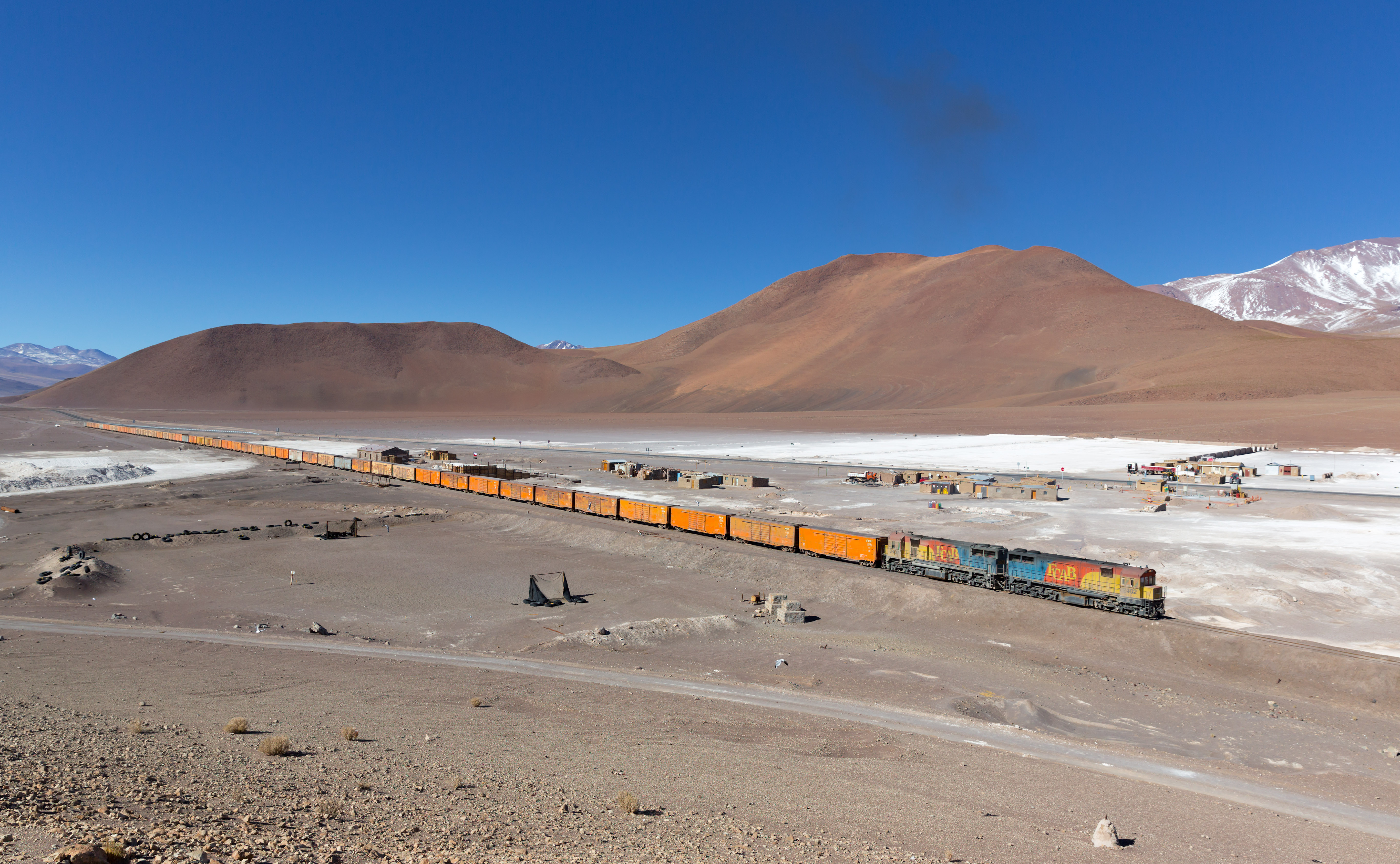
Train vide près de l'établissement de Cebollar, en bordure du désert salé d'Acostan (en). Ce train est utilisé pour le transport de minerai d'argent en vrac entre la mine de San Cristóbal et Mejillones. Juillet 2013.
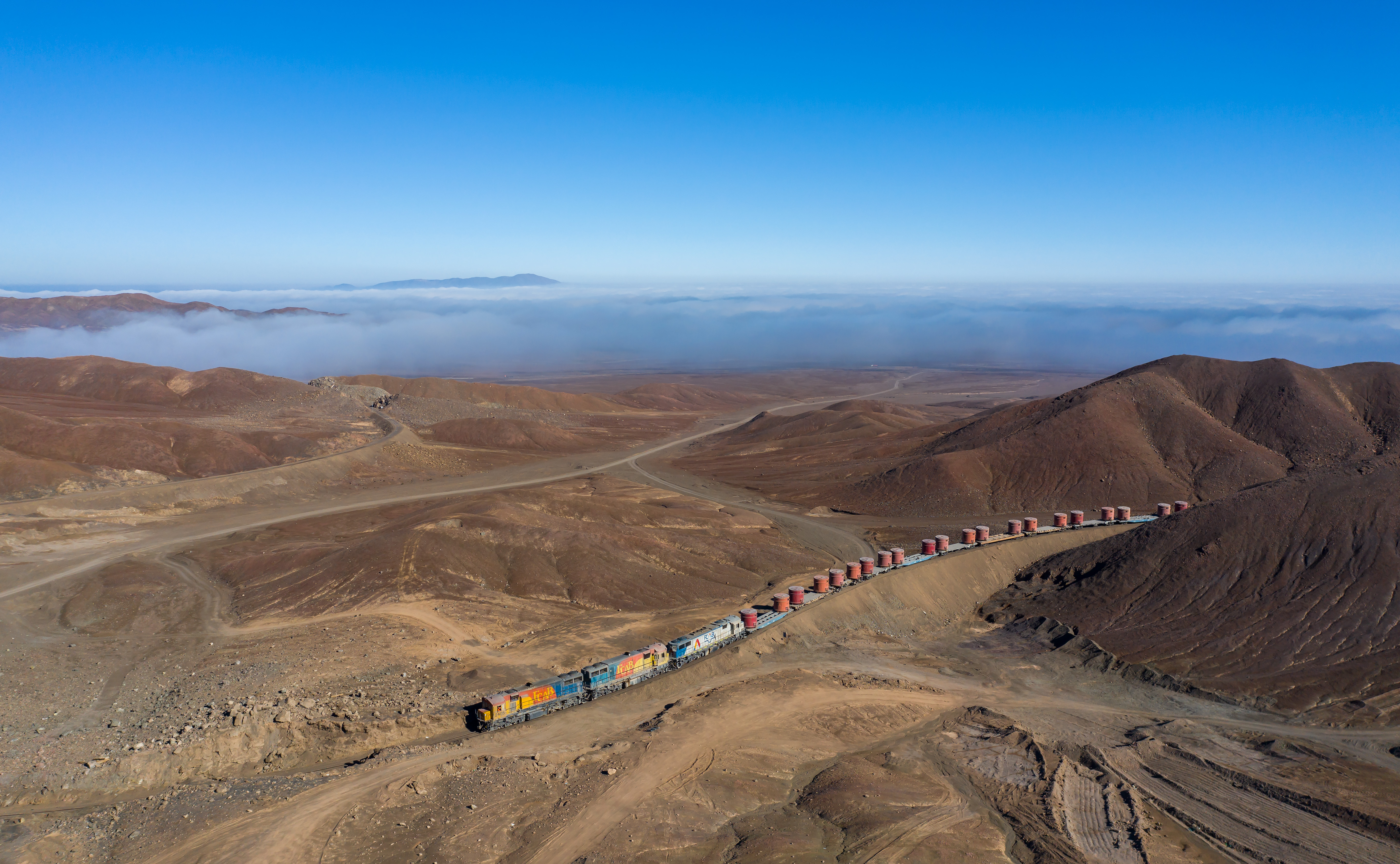
Train de minerai FCAB depuis la mine de San Cristóbal (Bolivie) jusqu'à Mejillones (Chili). Il est motorisé par des locomotives EMD GT22CU (es). L'horizon se perd dans un brouillard côtier. Juillet 2019.